# Lohengrin

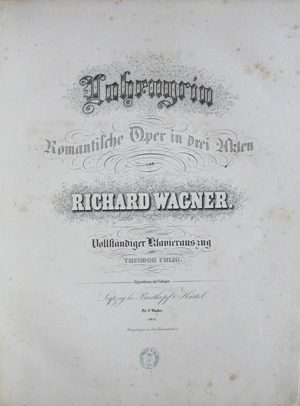

Lohengrin là vở opera 3 màn của nhà soạn nhạc người Đức Richard Wagner. Wagner cũng tự viết lời cho tác phẩm, điều hiếm khi thấy ở những người viết opera. Lohengrin được sáng tác trong các năm 1846-1848, trình diễn lần đầu tiên tại Weimar do Franz Liszt chỉ huy dàn nhạc giao hưởng. Hành khúc hôn lễ được nhiều người chơi đàn organ sử dụng cho các đám cưới tổ chức tại nhà thờ là từ cảnh 1, màn 3 của tác phẩm này.

## Âm thanh
| Vở opera Lohengrin, Hành khúc đám cưới |  |
|                                        |  |
|                                        |  |